# سانغ وايين
سانغ وايين (898- 12 يناير 947)، اسم المجاملة أو اسم النمط الخاص به غووكياو، وهو دوق وي رسميًا، كان مؤرخًا صينيًا وجنرالًا عسكريًا وشاعرًا وسياسيًا من فترة ولاية الأسر الخمس والممالك العشر التي أصبحت أسرة جين الحاكمة اللاحقة، إذ شغل منصب رئيس الأركان في عهد كل من أباطرة أسرة جين اللاحقين، شي جينغ تانغ وشي تشونغ غوي. على الرغم من أنه لم يتدرب ليصبح جنديًا، إلا أنه كان مؤهلًا لذلك وحظي بالاحترام كمراقبٍ لجيوش المملكة.

## خلفية
ولد سانغ وايين في عام 898، خلال عهد الإمبراطور تشاو سونغ من تانغ. وكان من مدينة لويانغ، العاصمة الشرقية لسلالة تانغ - حيث كان والده سانغ غونغ «جنرال شرف» تحت قيادة تشانغ كواني، عمدة بلدية خنان (أي منطقة لويانغ). (تشير حقيقة وصف سانغ غونغ بأنه «جنرال شرف» إلى أن سانغ غونغ نفسه لم يكن من لويانغ أو المناطق المجاورة، ولكنه انضم لاحقًا إلى جيش تشانغ بعد أن كان قد خدم في البداية تحت قيادة أمير حرب آخر).
شاع عن سانغ وايين مظهره غير العادي والمثير للاشمئزاز، إذ كان قصير القامة وذو وجهٍ طويل جدًا. وقيل إن مظهره ذاك كان سببًا في طموحه الكبير. عندما تقدم سانغ لاختبارات الإمبراطورية، لم يرغب رئيس الفاحصين في إنجاحه بداية، إذ لم يعجبهم اسم العائلة سانغ (وهو لفظ جِناس لـ «جنازة»). وعندما سمع آخرون بذلك، حاولوا ثني سانغ عن التقدم لاختبارات الإمبراطورية، فامتعض وتألم لذلك، لكن هذا الأمر لم يثبط من عزيمته، وكتب قصيدة بعنوان «قصيدة لشروق الشمس من فوسانغ» ليصرح من خلالها عن طموحه. وفي النهاية اجتاز الاختبارات الإمبراطورية خلال عصر تونغوانغ (926-923) لإمبراطور سلالة تانغ اللاحق لي كونسو.

## خدمته في ظل شي جينغ تانغ خلال حكم سلالة تانغ اللاحقة
خلال فترة الحكم اللاحقة لشقيق لي كونسو بالتبني وخليفته لي سايهين، شغل صهر لي سايهين ويدعى شي جينغ تانغ منصب الحاكم العسكري لدائرة هييانغ (ومقرها في العصر الحديث جياوتسو، مقاطعة خنان). فدعا هذا الأخير سانغ وايين ليكون سكرتيره المسؤول عن الاتصالات. عندما نُقل شي لاحقًا إلى دائرة هيدونغ (ومقرها في العصر الحديث تاي يوان، إقليم شانشي) في عام 932، تبعه سانغ إلى هناك.
أصدر الإمبراطور لي جونكي (ابن لي سايهين بالتبني)، والمتشكك في شي، مرسومًا بنقله إلى دائرة تيانبينغ (ومقرها في العصر الحديث تايآن، شاندونغ) دعا شي في عام 936 كبار موظفيه لمناقشة كيفية الرد على ذلك خوفًا من العواقب. ونصحه معظمهم بأن يقاوم هذا الأمر. وأشار سانغ إلى أن لي جونكي، بوصفه ابن لي سايهين بالتبني، يفتقر إلى الشرعية والدعم الشعبي، وأنه إذا حصل شي على دعم إمبراطورية خيتان أو مملكة لياو المنافسة الشمالية لتانغ اللاحق، فستتاح له فرصة للإطاحة بلي جونكي. وهكذا قرر شي التمرد ضد تانغ اللاحق. وطلب من سانغ صياغة التماس إلى إمبراطور خيتان الإمبراطور لياو تايزونغ، يعرض عليه الخضوع كتابع وكذلك التنازل عن دائرة لولونغ (ومقرها الرئيس في بكين الحديثة) بالإضافة إلى أراضي تانغ اللاحقة الأخرى شمال ممر يانمن إلى الخيتان، مقابل حصوله على الدعم العسكري، رغمًا عن مخاوف الجنرال ليو تشي يوان. أغرى عرض شي هذا الإمبراطور تايزونغ، فوافق على إرسال القوات.
سرعان ما وضع جنرال تانغ اللاحق، تجانغ جيندا عاصمة هيدونغ، تاي يوان تحت الحصار، لكنه لم يتمكن من الاستيلاء عليها بسرعة. وصل الإمبراطور تايزونغ بعد ذلك مع قوات الخيتان، وسحقت قوات الخيتان/هيدونغ المشتركة قوات تجانغ ثم وضعت فلول جيشه تحت الحصار في قاعدة جينان (بالقرب من تاي يوان). في هذه الأثناء، عيّن الإمبراطور تايزونغ، شي إمبراطورًا للصين (إمبراطور لدولة جين اللاحقة الجديدة).